# Señores de Andúnië
Los Señores de Andúnië son personajes ficticios que pertenecen al legendarium creado por el escritor británico J. R. R. Tolkien. Son Dúnedain de la nobleza de Númenor, descendientes de Elatan y Silmariën, hija mayor de Tar-Elendil, quien al no poder darle a ella el cetro por causa de las leyes de entonces (antes de ser modificadas por Tar-Aldarion) se le dio el señorío de los puertos de Andúnië, al oeste de la tierra de Númenor.
Su primer señor fue Valandil, hijo de Silmariën y Elatan, y eran considerados «los de más alto honor después de la casa de los reyes por pertenecer a la estirpe de Elros». Eran señores leales a los reyes y siempre se les contaba entre los principales Consejeros del Cetro.

## En la Segunda Edad
A lo largo de la Segunda Edad, los Señores de Andúnië se convirtieron en líderes de los Elendili, o los Fieles, que permanecieron fieles a los Valar. Su importancia continua se refleja en la propiedad de los señores de algunas de las reliquias más preciosas de Númenor: la espada Narsil, el Anillo de Barahir y las Palantiri. Esto fue a pesar de la oposición y, finalmente, la persecución por parte de los Hombres del Rey. Los nombres de la mayoría de los Señores de Andúnië no se conocen, aunque Eärendur se menciona en un punto.
Desde el principio sintieron un amor especial hacia los Eldar y gran reverencia a los Valar, y cuando la sombra creció en Númenor ayudaron a los Fieles como les fue posible, intentando rectificar el corazón de los reyes con los más atinados consejos. No se sabe mucho de ellos ni cuantos fueron ya que por mucho tiempo no se mostraron abiertamente, pero de los pocos de los que se habla estaba Inzilbêth, sobrina del Señor de Andúnië Eärendur, que fue obligada a casarse con el rey Ar-Gimilzôr y con quien tuvo dos hijos: Inziladûn y Gimilkhâd, siendo el primero conocido como Tar-Palantir tras su ascenso al trono.
Al final de la Segunda Edad, el alejamiento de Númenor de los Elfos y los Valar bajo la guía malvada de Sauron, corrompió a la sociedad númenóreana. Al buscar el perdón de los Valar por la maldad de los númenóreanos, Amandil el Fiel (hijo de Númendil), navegó hacia el oeste, pero nunca más se supo de él. Su hijo y heredero, Elendil, no se unió a la gran armada de Ar-Pharazôn para atacar a Valinor, sino que huyó con sus propios hijos Isildur y Anárion y muchos de los Fieles (Elendili) en nueve barcos a la Tierra Media. Con ellos tomaron las reliquias de los Señores de Andúnië.
En la Tierra Media, en la Tercera Edad y en la Cuarta Edad, los Reyes de Arnor (posteriormente Reyes de Arthedain, luego los Capitanes de los Montaraces del Norte) y los Reyes de Gondor, incluido Aragorn II, descendían directamente de Isildur y Anárion, y por lo tanto de los Señores de Andúnië. Los reyes de Arnor heredaron la vara de plata del Señor de Andúnië; esta vara recibió el nuevo nombre de Cetro de Annúminas, y fue el símbolo principal de la realeza de Arnor.
Según antiguas tradiciones, los Príncipes de Dol Amroth descendían de una familia de Fieles de Númenor que había gobernado la tierra de Belfalas desde la Segunda Edad. Esta familia de númenóreanos era similar a los Señores de Andúnië, y por lo tanto estaba relacionada con Elendil y descendía de la Casa de Elros.

## Árbol genealógico
|           |           |           |           |                    |             |             |             |             |             |             |             |             |             |             |             |          |          |          |          |          |          | Elros Tar-Minyatur |          |              |              |              |              |              |              |          |          |  |  |          |          |          |          |          |          |  |  |  |  |  |  |  |  |  |  |  |  |  |  |  |  |  |  |  |  |  |  |  |  |  |  |  |  |
|           |           |           |           |                    |             |             |             |             |             |             |             |             |             |             |             |          |          |          |          |          |          |                    |          |              |              |              |              |              |              |          |          |  |  |          |          |          |          |          |          |  |  |  |  |  |  |  |  |  |  |  |  |  |  |  |  |  |  |  |  |  |  |  |  |  |  |  |  |
|           |           |           |           |                    |             |             |             |             |             |             |             |             |             |             |             |          |          |          |          |          |          | Vardamir           |          |              |              |              |              |              |              |          |          |  |  |          |          |          |          |          |          |  |  |  |  |  |  |  |  |  |  |  |  |  |  |  |  |  |  |  |  |  |  |  |  |  |  |  |  |
|           |           |           |           |                    |             |             |             |             |             |             |             |             |             |             |             |          |          |          |          |          |          |                    |          |              |              |              |              |              |              |          |          |  |  |          |          |          |          |          |          |  |  |  |  |  |  |  |  |  |  |  |  |  |  |  |  |  |  |  |  |  |  |  |  |  |  |  |  |
|           |           |           |           |                    |             |             |             |             |             |             |             |             |             |             |             |          |          |          |          |          |          |                    |          |              |              |              |              |              |              |          |          |  |  |          |          |          |          |          |          |  |  |  |  |  |  |  |  |  |  |  |  |  |  |  |  |  |  |  |  |  |  |  |  |  |  |  |  |
|           |           |           |           |                    |             |             |             |             |             | Tar-Amandil | Tar-Amandil | Tar-Amandil | Tar-Amandil | Tar-Amandil | Tar-Amandil |          |          | Vardilmë | Vardilmë | Vardilmë | Vardilmë | Vardilmë           | Vardilmë |              |              | Aulendil     | Aulendil     | Aulendil     | Aulendil     | Aulendil | Aulendil |  |  | Nolondil | Nolondil | Nolondil | Nolondil | Nolondil | Nolondil |  |  |  |  |  |  |  |  |  |  |  |  |  |  |  |  |  |  |  |  |  |  |  |  |  |  |  |  |
|           |           |           |           |                    |             |             |             |             |             | Tar-Amandil | Tar-Amandil | Tar-Amandil | Tar-Amandil | Tar-Amandil | Tar-Amandil |          |          | Vardilmë | Vardilmë | Vardilmë | Vardilmë | Vardilmë           | Vardilmë |              |              | Aulendil     | Aulendil     | Aulendil     | Aulendil     | Aulendil | Aulendil |  |  | Nolondil | Nolondil | Nolondil | Nolondil | Nolondil | Nolondil |  |  |  |  |  |  |  |  |  |  |  |  |  |  |  |  |  |  |  |  |  |  |  |  |  |  |  |  |
|           |           |           |           |                    |             |             |             |             |             |             |             |             |             |             |             |          |          |          |          |          |          |                    |          |              |              |              |              |              |              |          |          |  |  |          |          |          |          |          |          |  |  |  |  |  |  |  |  |  |  |  |  |  |  |  |  |  |  |  |  |  |  |  |  |  |  |  |  |
|           |           |           |           | Tar-Elendil        | Tar-Elendil | Tar-Elendil | Tar-Elendil | Tar-Elendil | Tar-Elendil |             |             | Eärendur    | Eärendur    | Eärendur    | Eärendur    | Eärendur | Eärendur |          |          | Mairen   | Mairen   | Mairen             | Mairen   | Mairen       | Mairen       |              |              |              |              |          |          |  |  |          |          |          |          |          |          |  |  |  |  |  |  |  |  |  |  |  |  |  |  |  |  |  |  |  |  |  |  |  |  |  |  |  |  |
|           |           |           |           | Tar-Elendil        | Tar-Elendil | Tar-Elendil | Tar-Elendil | Tar-Elendil | Tar-Elendil |             |             | Eärendur    | Eärendur    | Eärendur    | Eärendur    | Eärendur | Eärendur |          |          | Mairen   | Mairen   | Mairen             | Mairen   | Mairen       | Mairen       |              |              |              |              |          |          |  |  |          |          |          |          |          |          |  |  |  |  |  |  |  |  |  |  |  |  |  |  |  |  |  |  |  |  |  |  |  |  |  |  |  |  |
|           |           |           |           |                    |             |             |             |             |             |             |             |             |             |             |             |          |          |          |          |          |          |                    |          |              |              |              |              |              |              |          |          |  |  |          |          |          |          |          |          |  |  |  |  |  |  |  |  |  |  |  |  |  |  |  |  |  |  |  |  |  |  |  |  |  |  |  |  |
| Silmariën | Silmariën | Silmariën | Silmariën | Silmariën          | Silmariën   |             |             | Elatan      | Elatan      | Elatan      | Elatan      | Elatan      | Elatan      |             |             | Isilmë   | Isilmë   | Isilmë   | Isilmë   | Isilmë   | Isilmë   |                    |          | Tar-Meneldur | Tar-Meneldur | Tar-Meneldur | Tar-Meneldur | Tar-Meneldur | Tar-Meneldur |          |          |  |  |          |          |          |          |          |          |  |  |  |  |  |  |  |  |  |  |  |  |  |  |  |  |  |  |  |  |  |  |  |  |  |  |  |  |
| Silmariën | Silmariën | Silmariën | Silmariën | Silmariën          | Silmariën   |             |             | Elatan      | Elatan      | Elatan      | Elatan      | Elatan      | Elatan      |             |             | Isilmë   | Isilmë   | Isilmë   | Isilmë   | Isilmë   | Isilmë   |                    |          | Tar-Meneldur | Tar-Meneldur | Tar-Meneldur | Tar-Meneldur | Tar-Meneldur | Tar-Meneldur |          |          |  |  |          |          |          |          |          |          |  |  |  |  |  |  |  |  |  |  |  |  |  |  |  |  |  |  |  |  |  |  |  |  |  |  |  |  |
|           |           |           |           |                    |             |             |             |             |             |             |             |             |             |             |             |          |          |          |          |          |          |                    |          |              |              |              |              |              |              |          |          |  |  |          |          |          |          |          |          |  |  |  |  |  |  |  |  |  |  |  |  |  |  |  |  |  |  |  |  |  |  |  |  |  |  |  |  |
|           |           |           |           | Valandil           |             |             |             |             |             |             |             |             |             |             |             |          |          |          |          |          |          |                    |          |              |              |              |              |              |              |          |          |  |  |          |          |          |          |          |          |  |  |  |  |  |  |  |  |  |  |  |  |  |  |  |  |  |  |  |  |  |  |  |  |  |  |  |  |
|           |           |           |           |                    |             |             |             |             |             |             |             |             |             |             |             |          |          |          |          |          |          |                    |          |              |              |              |              |              |              |          |          |  |  |          |          |          |          |          |          |  |  |  |  |  |  |  |  |  |  |  |  |  |  |  |  |  |  |  |  |  |  |  |  |  |  |  |  |
|           |           |           |           | Señores de Andúnië |             |             |             |             |             |             |             |             |             |             |             |          |          |          |          |          |          |                    |          |              |              |              |              |              |              |          |          |  |  |          |          |          |          |          |          |  |  |  |  |  |  |  |  |  |  |  |  |  |  |  |  |  |  |  |  |  |  |  |  |  |  |  |  |